# ایگنازیو بوتیتا
ایگنازیو بوتیتا (در لاتین: Ignazio Buttitta) یک شاعر با لهجه سیسیلی بود که در ۱۹ سپتامبر ۱۸۹۹ تا ۵ آوریل ۱۹۹۷ زندگی می‌کرد. وی در روستای باگریا در یک خانواده فقیر متولد شد. بعدها او در جنگ جهانی اول به حزب سوسیالیست ایتالیا پیوست و در همان زمان بود که شعرنویسی را به زبان سیسیلی آغاز کرد.

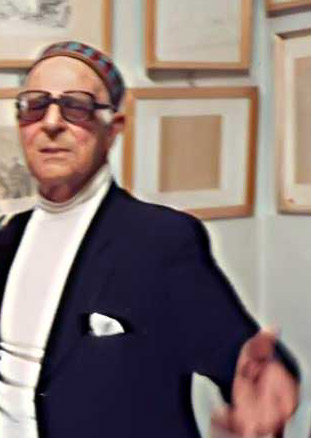
Ignazio Buttitta